# Bicsérd
Bicsérd (horvátul: Bičir, Bičer) község Baranya vármegyében, a Szentlőrinci járásban.

## Fekvése
A falu a Pécsi-síkság egyik szép, tiszta, fejlődő települése Pécs és Szentlőrinc között a Budapest–Pécs-vasútvonal és a Murakeresztúr–Szentlőrinc-vasútvonal közös szakaszától és a 6-os főúttól délre. Pécstől 18, Szentlőrinctől 9 kilométer távolságra.
A község központját csak az 58 102-es és 58 103-as számú mellékutak érintik, ezeken érhető el a 6-os főútról letérve. A vasútnak egy megállási pontja van itt, Bicsérd vasútállomás, a központtól mintegy 3,5 kilométerre északnyugatra.

## Története
A római korban már lakott település a Mursa/Eszék/-Sopianae/Pécs/-Savaria/Szombathely/ út mentén helyezkedik el.
Első írásos említése 1262-ből ismert.
Nevének jelentése, eredete a Földrajzi nevek etimológiai szótára szerint bölcső, vagy bölcs.
A pápai tizedlajstromokban Bulchew néven fordult elő, 1542-ben Bycherd néven említik. Más forrásokban Bulchir, Bulcherd formában szerepel.
A török uralom alatt bár nagyszámú lakossága megfogyatkozott, de nem néptelenedett el.
A 15. században költözött új helyére.
Közigazgatásilag 1886-ban vált ketté Nyugati- illetve Kisbicsérdre és Keleti- illetve Nagybicsérdre. 1950-ben egyesülnek Bicsérd néven.
1787-től önálló plébánia, a Pécsi Székes-káptalan 1837-ben építtetett új templomot a Mi Urunk Jézus Krisztus mennybemenetelének tiszteletére az 1232-ben már meglévő plébániának.
A falu népessége magyar. A lakosainak a száma 985 fő.
A faluban a mezőgazdasági tevékenység a jellemző.
A vízvezeték, a telefon- és helyi kábeltelevíziós-hálózat kiépült. A szennyvízszállítást szervezetten megoldották.

## Közélete

### Polgármesterei
- 1990–1994: Vér József (független)[7]
- 1994–1998: Vér József (független)[8]
- 1998–2002: Vér József (független)[9]
- 2002–2006: Vér József (független)[10]
- 2006–2010: Vér József (független)[11]
- 2010–2014: Vér József (független)[12]
- 2014–2019: Vér József Ottó (független)[13]
- 2019–2024: Vér József Ottó (független)[14]
- 2024– : Vér József (független)[1]

## Népesség
A település népességének változása:
| Lakosok száma | 1005 | 1007 | 1003 | 1000 | 985  | 1035 | 1009 | 978  |
|               | 2013 | 2014 | 2015 | 2019 | 2021 | 2022 | 2023 | 2024 |

A 2011-es népszámlálás során a lakosok 84,9%-a magyarnak, 2,8% cigánynak, 0,4% horvátnak, 0,9% németnek, 0,9% románnak, 0,2% szlováknak mondta magát (14,9% nem nyilatkozott; a kettős identitások miatt a végösszeg nagyobb lehet 100%-nál). A vallási megoszlás a következő volt: római katolikus 53,4%, református 2,7%, evangélikus 0,8%, görögkatolikus 0,5%, felekezeten kívüli 11,7% (29,3% nem nyilatkozott).
2022-ben a lakosság 92,3%-a vallotta magát magyarnak, 2,2% cigánynak, 1,7% németnek, 0,7% románnak, 0,7% horvátnak, 0,1-0,1% örménynek, ruszinnak, ukránnak és szlovénnek, 1,8% egyéb, nem hazai nemzetiségűnek (7,5% nem nyilatkozott; a kettős identitások miatt a végösszeg nagyobb lehet 100%-nál). Vallásuk szerint 45,7% volt római katolikus, 3,1% református, 0,8% evangélikus, 0,4% görög katolikus, 0,9% egyéb keresztény, 0,2% egyéb katolikus, 17,6% felekezeten kívüli (31,1% nem válaszolt).

## Oktatás
A helyi általános iskolába a 2019/2020-as tanévben 121 tanuló járt.

## Nevezetességei
- faluház
- horgásztó
- "Földanya"
- Marton Ákos Fénykapuja
- római katolikus templom
- kálvária /Soltra Elemér munkája/
- művészeti alkotótábor
- burgonyafesztivál

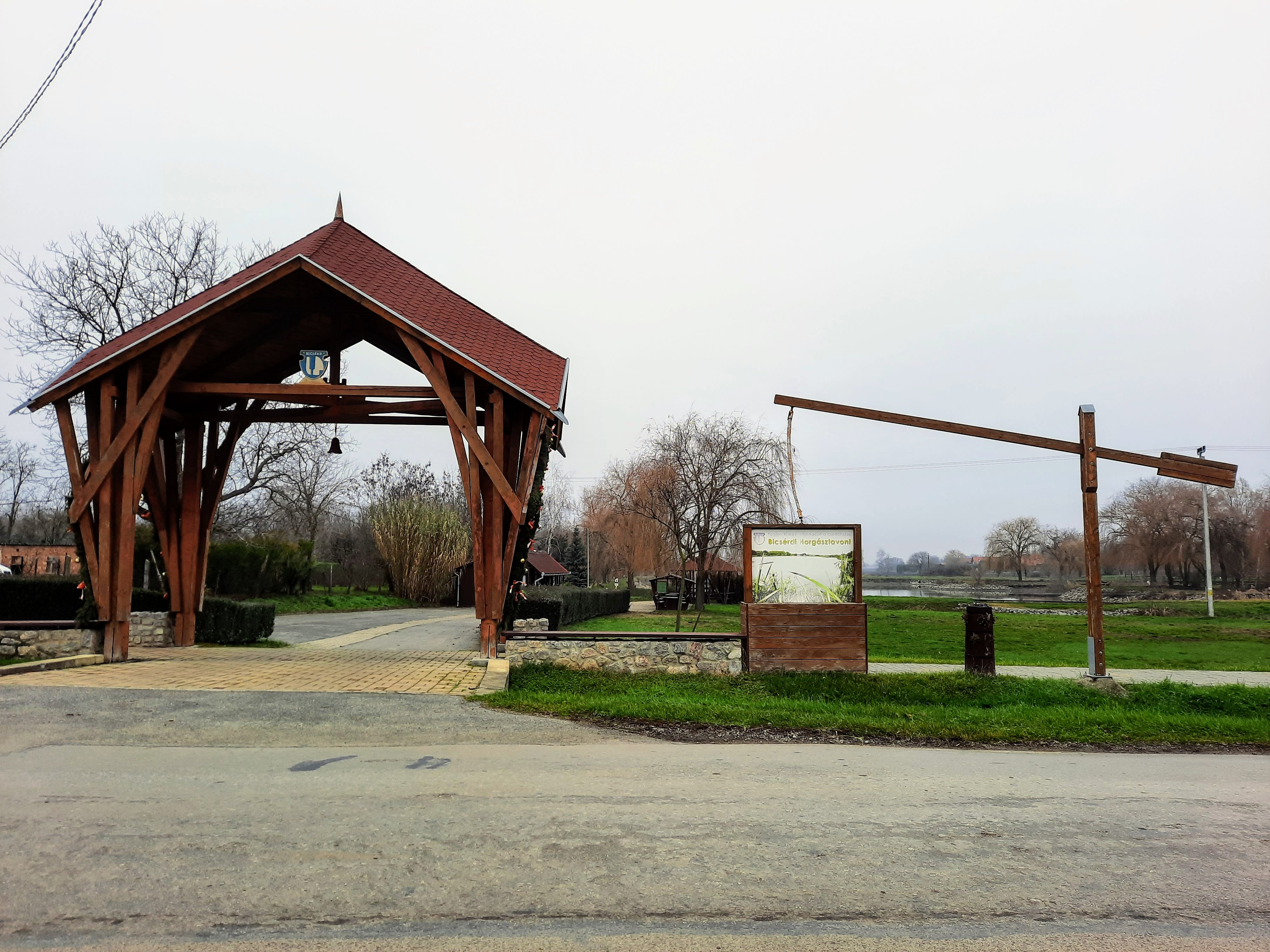
a horgásztó bejárata

A kétnapos mezőgazdasági rendezvény színvonalas szakmai, kulturális és gasztronómiai programja Bicsérd és Zók községek önkormányzatai, a Bicsérdi ARANY-MEZŐ Rt., a Szentlőrinci Szolanum Kft., valamint a Bicsérdi Burgonyatermelő és Értékesítő Kft. együttműködésének eredménye. A fesztivál szakmai programjának két legfontosabb eleme a minden évben felállított bemutató-pavilonok, melyekben a látogatók a hazánkban termesztett burgonyafajták csaknem teljes skálájával megismerkedhetek, valamint a színvonalas szakmai előadások, melyeken az utóbbi öt évben a hazai agrárium jelentős alakjait hallgathattuk meg. A szakmai előadások nem kizárólag a burgonyatermesztésről és fogyasztásáról szólnak.